# Taxberg (Inchenhofen)
Taxberg ist ein Gemeindeteil des Marktes Inchenhofen im Landkreis Aichach-Friedberg (Bayern). Taxberg liegt ungefähr zwei Kilometer östlich von Inchenhofen.

## Geschichte
Der Weiler wurde erstmals 1011 urkundlich erwähnt. Im Jahre 1808 kam er zum Steuerdistrikt Unterbernbach und 1818 aufgrund des zweiten Gemeindeedikts zur Gemeinde Unterbernbach.
Bei der Volkszählung vom 1. Dezember 1871 hatte Taxberg 19 Einwohner und gehörte pfarrlich und schulisch zu Inchenhofen.
Im Zuge der Gemeindegebietsreform wurde Taxberg am 1. Januar 1978 in den Markt Inchenhofen umgegliedert.